# Senatori della Georgia
La Georgia fu ammessa all'Unione il 2 gennaio 1788 ed elegge due sentori di classe 2 e 3 fin dal 1º Congresso. I suoi seggi furono dichiarati vacanti nel marzo 1861 per via della secessione dall'Unione, e furono nuovamente operativi dal febbraio 1871.
I senatori degli Stati Uniti vengono popolarmente eletti con mandati di sei anni che hanno inizio il 3 gennaio dell'anno successivo all'elezione, che si tiene il primo giovedì dopo il 1° novembre. Prima del 1914 i senatori della Georgia erano scelti ed eletti dall'Assemblea generale della Georgia, e prima del 1935 i mandati iniziavano il 4 marzo. L'elezione popolare dei senatori fu approvata con il XVII emendamento della Costituzione degli Stati Uniti d'America, e divenne operativo dal 1913 dopo essere stato approvato da tre quarti degli stati, nonostante lo stato della Georgia non intraprese azioni per approvarlo.
Rebecca Latimer Felton fu la prima senatrice donna degli Stati Uniti, e rappresentò la Georgia per un giorno nel 1922, dopo essere stata nominata per sostituire Thomas E. Watson a seguito della sua morte nel settembre 1922.
Richard B. Russell fu il senatore che ricoprì la carica più a lungo, dal 1933 al 1971.
Dal 20 gennaio 2021 la Georgia è rappresentata al Senato dai democratici Jon Ossoff e Raphael Warnock. Ossoff sconfisse il repubblicano David Perdue alle elezioni regolari del 2020, mentre Warnock sconfisse la repubblicana in carica Kelly Loeffler con elezioni speciali sempre nel 2020; entrambe le elezioni andarono al ballottaggio il 5 gennaio 2021. Ossoff è il primo senatore ebreo della Georgia, mentre Warnock è il primo senatore nero della Georgia.

## Elenco

### Classe 2
| N.      | Foto    | Senatore                | Partito                                           | Carica            | Carica            | Congresso                                                                                         | Mandati                                                             | Elezioni                                                                              |
| N.      | Foto    | Senatore                | Partito                                           | Inizio            | Termine           | Congresso                                                                                         | Mandati                                                             | Elezioni                                                                              |
| ------- | ------- | ----------------------- | ------------------------------------------------- | ----------------- | ----------------- | ------------------------------------------------------------------------------------------------- | ------------------------------------------------------------------- | ------------------------------------------------------------------------------------- |
| 1       |         | William Few             | Anti-Amministrazione                              | 4 marzo 1789      | 3 marzo 1793      | 1 · 2                                                                                             | 1                                                                   | 1789 Perse la rielezione                                                              |
| 2       |         | James Jackson           | Anti-Amministrazione poi Democratico-Repubblicano | 4 marzo 1793      | 16 novembre 1795  | 3 · 4                                                                                             | 1⁄2                                                                 | 1793 Dimessosi per candidarsi alla Camera dei rappresentanti                          |
| 3       |         | George Walton           | Federalista                                       | 16 novembre 1795  | 20 febbraio 1796  | 4                                                                                                 | 1⁄2                                                                 | Nominato per continuare il mandato Dimessosi                                          |
| 4       |         | Josiah Tattnall         | Democratico-Repubblicano                          | 20 febbraio 1796  | 3 marzo 1799      | 5                                                                                                 | 1⁄2                                                                 | Eletto per terminare il mandato                                                       |
| 5       |         | Abraham Baldwin         | Democratico-Repubblicano                          | 4 marzo 1799      | 4 marzo 1807      | 6 · 7 · 8 · 9                                                                                     | 1 1⁄2                                                               | 1799 · 1804 Deceduto                                                                  |
| Vacante | Vacante | Vacante                 | Vacante                                           | 4 marzo 1807      | 27 agosto 1807    | 10                                                                                                |                                                                     |                                                                                       |
| 6       |         | George Jones            | Democratico-Repubblicano                          | 27 agosto 1807    | 7 novembre 1807   | 10                                                                                                | 1⁄2                                                                 | Nominato per continuare il mandato Perse l'elezione suppletiva                        |
| 7       |         | William H. Crawford     | Democratico-Repubblicano                          | 7 novembre 1807   | 23 marzo 1813     | 11 · 12 · 13                                                                                      | 1⁄2                                                                 | Eletto per terminare il mandato · 1810 Dimessosi per divenire ambasciatore in Francia |
| Vacante | Vacante | Vacante                 | Vacante                                           | 23 marzo 1813     | 8 aprile 1813     | 13                                                                                                |                                                                     |                                                                                       |
| 8       |         | William B. Bulloch      | Democratico-Repubblicano                          | 8 aprile 1813     | 6 novembre 1813   | 13                                                                                                | 1⁄2                                                                 | Nominato per continuare il mandato                                                    |
| 9       |         | William Wyatt Bibb      | Democratico-Repubblicano                          | 6 novembre 1813   | 9 novembre 1816   | 14                                                                                                | 1⁄2                                                                 | Eletto per terminare il mandato Dimessosi                                             |
| Vacante | Vacante | Vacante                 | Vacante                                           | 9 novembre 1816   | 13 novembre 1816  | 14                                                                                                |                                                                     |                                                                                       |
| 10      |         | George M. Troup         | Democratico-Repubblicano                          | 13 novembre 1816  | 23 settembre 1818 | 14 · 15                                                                                           | 1⁄2                                                                 | Eletto per terminare il mandato · 1816 Dimessosi                                      |
| Vacante | Vacante | Vacante                 | Vacante                                           | 23 settembre 1818 | 23 novembre 1818  | 15                                                                                                |                                                                     |                                                                                       |
| 11      |         | John Forsyth            | Democratico-Repubblicano                          | 23 novembre 1818  | 17 febbraio 1819  | 15                                                                                                | 1⁄2                                                                 | Eletto per continuare il mandato Dimessosi per diventare ambasciatore in Spagna       |
| Vacante | Vacante | Vacante                 | Vacante                                           | 17 febbraio 1819  | 6 novembre 1819   | 15 · 16                                                                                           |                                                                     |                                                                                       |
| 12      |         | Freeman Walker          | Democratico-Repubblicano                          | 6 novembre 1819   | 6 agosto 1821     | 16 · 17                                                                                           | 1⁄2                                                                 | Eletto per terminare il mandato Dimessosi                                             |
| Vacante | Vacante | Vacante                 | Vacante                                           | 6 agosto 1821     | 7 novembre 1821   | 17                                                                                                |                                                                     |                                                                                       |
| 13      |         | Nicholas Ware           | Democratico-Repubblicano                          | 10 novembre 1821  | 7 settembre 1824  | 17 · 18                                                                                           | 1⁄2                                                                 | Eletto per terminare il mandato · 1823 Deceduto                                       |
| Vacante | Vacante | Vacante                 | Vacante                                           | 7 settembre 1824  | 6 dicembre 1824   | 18                                                                                                |                                                                     |                                                                                       |
| 14      |         | Thomas W. Cobb          | Democratico-Repubblicano poi Jacksoniano          | 6 dicembre 1824   | 7 novembre 1828   | 18 · 19 · 20                                                                                      | 1⁄2                                                                 |                                                                                       |
| 15      |         | Oliver H. Prince        | Jacksoniano                                       | 7 novembre 1828   | 3 marzo 1829      | 20                                                                                                | 1⁄2                                                                 | Eletto per terminare il mandato                                                       |
| 16      |         | George M. Troup         | Jacksoniano                                       | 4 marzo 1829      | 8 novembre 1833   | 21 · 22 · 23                                                                                      | 1⁄2                                                                 | 1828 Dimessosi                                                                        |
| Vacante | Vacante | Vacante                 | Vacante                                           | 8 novembre 1833   | 21 novembre 1833  | 23                                                                                                |                                                                     |                                                                                       |
| 17      |         | John P. King            | Jacksoniano poi Democratico                       | 21 novembre 1833  | 1 novembre 1837   | 23 · 24 · 25                                                                                      | 1⁄2                                                                 | Eletto per terminare il mandato · 1834 Dimessosi                                      |
| Vacante | Vacante | Vacante                 | Vacante                                           | 1 novembre 1837   | 22 novembre 1837  | 25                                                                                                |                                                                     |                                                                                       |
| 18      |         | Wilson Lumpkin          | Democratico                                       | 22 novembre 1837  | 3 marzo 1841      | 26                                                                                                | 1⁄2                                                                 | Eletto per terminare il mandato                                                       |
| 19      |         | John M. Barrien         | Whig                                              | 4 marzo 1841      | maggio 1845       | 27 · 28 · 29                                                                                      | 1⁄2                                                                 | 1840 Dimessosi per divenire giudice della Corte Suprema della Georgia                 |
| 19      | Vacante | Vacante                 | Vacante                                           | maggio 1845       | 13 novembre 1845  | 29                                                                                                |                                                                     |                                                                                       |
| 19      |         | John M. Berrien         | Whig                                              | 13 novembre 1845  | 28 maggio 1852    | 29 · 30 · 31 · 32                                                                                 | 1 1⁄2                                                               | Eletto per terminare il mandato · 1846 Dimessosi                                      |
| Vacante | Vacante | Vacante                 | Vacante                                           | 28 maggio 1852    | 31 maggio 1852    | 32                                                                                                |                                                                     |                                                                                       |
| 20      |         | Robert M. Charlton      | Democratico                                       | 31 maggio 1852    | 3 marzo 1853      | 32                                                                                                | 1⁄2                                                                 | Nominato per terminare il mandato                                                     |
| 21      |         | Robert Toombs           | Democratico                                       | 4 marzo 1853      | 4 febbraio 1861   | 33 · 34 · 35 · 36                                                                                 | 1 1⁄2                                                               | 1852 · 1858 Espulso per aver aderito alla Confederazione                              |
| Vacante | Vacante | Vacante                 | Vacante                                           | 4 febbraio 1861   | 24 febbraio 1871  | 37 · 38 · 39 · 40 · 41                                                                            | Guerra civile e Ricostruzione                                       | Guerra civile e Ricostruzione                                                         |
| 22      |         | Homer V. M. Miller      | Democratico                                       | 27 febbraio 1871  | 3 marzo 1871      | 41                                                                                                | 1⁄2                                                                 | Eletto per terminare il mandato                                                       |
| Vacante | Vacante | Vacante                 | Vacante                                           | 4 marzo 1871      | 14 novembre 1871  | 42                                                                                                | Il senatore eletto Foster Blodgett non venne convalidato dal Senato | Il senatore eletto Foster Blodgett non venne convalidato dal Senato                   |
| 23      |         | Thomas M. Norwood       | Democratico                                       | 14 novembre 1871  | 3 marzo 1877      | 42 · 43 · 44                                                                                      | 1                                                                   | Eletto per terminare il mandato Perse la rielezione                                   |
| 24      |         | Benjamin Harvey Hill    | Democratico                                       | 4 marzo 1877      | 16 agosto 1882    | 45 · 46 · 47                                                                                      | 1⁄2                                                                 | 1877 Deceduto                                                                         |
| Vacante | Vacante | Vacante                 | Vacante                                           | 16 agosto 1882    | 15 novembre 1882  | 47                                                                                                |                                                                     |                                                                                       |
| 25      |         | Middleton P. Barrow     | Democratico                                       | 15 novembre 1882  | 3 marzo 1883      | 47                                                                                                | 1⁄2                                                                 | Eletto per terminare il mandato Non ricandidatosi                                     |
| 26      |         | Alfred H. Colquitt      | Democratico                                       | 4 marzo 1883      | 26 marzo 1894     | 48 · 49 · 50 · 51 · 52 · 53                                                                       | 1 1⁄2                                                               | 1883 · 1888 Deceduto                                                                  |
| Vacante | Vacante | Vacante                 | Vacante                                           | 26 marzo 1894     | 2 aprile 1984     | 53                                                                                                |                                                                     |                                                                                       |
| 27      |         | Patrick Walsh           | Democratico                                       | 2 aprile 1894     | 3 marzo 1895      | 53                                                                                                | 1⁄2                                                                 | Nominato per terminare il mandato Non ottenne la ricandidatura                        |
| 28      |         | Augustus Octavius Bacon | Democratico                                       | 4 marzo 1895      | 14 febbraio 1914  | 54 · 55 · 56 · 57 · 58 · 59 · 60 · 61 · 62 · 63                                                   | 3 1⁄2                                                               | 1894 · 1900 · 1907 · 1912 Deceduto                                                    |
| Vacante | Vacante | Vacante                 | Vacante                                           | 14 febbraio 1914  | 2 marzo 1914      | 63                                                                                                |                                                                     |                                                                                       |
| 29      |         | William S. West         | Democratico                                       | 2 marzo 1914      | 3 novembre 1914   | 63                                                                                                | 1⁄2                                                                 | Nominato per continuare il mandato Dimessosi                                          |
| 30      |         | Thomas W. Hardwick      | Democratico                                       | 3 novembre 1914   | 3 marzo 1919      | 63 · 64 · 65                                                                                      | 1⁄2                                                                 | Eletto per terminare il mandato Non ottenne la ricandidatura                          |
| 31      |         | William J. Harris       | Democratico                                       | 4 marzo 1919      | 18 aprile 1932    | 66 · 67 · 68 · 69 · 70 · 71 · 72                                                                  | 2 1⁄2                                                               | 1918 · 1924 · 1930 Deceduto                                                           |
| Vacante | Vacante | Vacante                 | Vacante                                           | 18 aprile 1932    | 25 aprile 1932    | 72                                                                                                |                                                                     |                                                                                       |
| 32      |         | John S. Cohen           | Democratico                                       | 25 aprile 1932    | 11 gennaio 1933   | 72                                                                                                | 1⁄2                                                                 | Nominato per continuare il mandato Dimessosi all'elezione del successore              |
| 33      |         | Richard Russell Jr.     | Democratico                                       | 11 gennaio 1933   | 21 gennaio 1971   | 73 · 74 · 75 · 76 · 77 · 78 · 79 · 80 · 81 · 82 · 83 · 84 · 85 · 86 · 87 · 88 · 89 · 90 · 91 · 92 | 5 1⁄2                                                               | Eletto per terminare il mandato · 1936 · 1942 · 1948 · 1954 · 1960 · 1966 Deceduto    |
| Vacante | Vacante | Vacante                 | Vacante                                           | 21 gennaio 1971   | 1 febbraio 1971   | 92                                                                                                |                                                                     |                                                                                       |
| 34      |         | David H. Gambrell       | Democratico                                       | 1 febbraio 1971   | 7 novembre 1972   | 92                                                                                                | 1⁄2                                                                 | Nominato per continuare il mandato Perse l'elezione per terminare il mandato          |
| 35      |         | Sam Nunn                | Democratico                                       | 7 novembre 1972   | 3 gennaio 1997    | 92 · 93 · 94 · 95 · 96 · 97 · 98 · 99 · 100 · 101 · 102 · 103 · 104                               | 4 1⁄2                                                               | 1972 · 1978 · 1984 · 1990 Non ricandidatosi                                           |
| 36      |         | Max Cleland             | Democratico                                       | 3 gennaio 1997    | 3 gennaio 2003    | 105 · 106 · 107                                                                                   | 1                                                                   | 1996 Perse la rielezione                                                              |
| 37      |         | Saxby Chambliss         | Repubblicano                                      | 3 gennaio 2003    | 3 gennaio 2015    | 108 · 109 · 110 · 111 · 112 · 113                                                                 | 2                                                                   | 2002 · 2008 Dimessosi                                                                 |
| 38      |         | David Perdue            | Repubblicano                                      | 3 gennaio 2015    | 3 gennaio 2021    | 114 · 115 · 116                                                                                   | 1                                                                   | 2014 Perse la rielezione                                                              |
| Vacante | Vacante | Vacante                 | Vacante                                           | 3 gennaio 2021    | 20 gennaio 2021   | 117                                                                                               | Ballottaggio avvenuto il 5 gennaio 2021                             | Ballottaggio avvenuto il 5 gennaio 2021                                               |
| 39      |         | Jon Ossoff              | Democratico                                       | 20 gennaio 2021   | in carica         | 117 · 118 · 119                                                                                   | 1                                                                   | 2020                                                                                  |

### Classe 3
| N.      | Foto    | Senatore                | Partito                              | Carica            | Carica            | Congresso                                                                          | Mandati                       | Elezioni                                                                             |
| N.      | Foto    | Senatore                | Partito                              | Inizio            | Termine           | Congresso                                                                          | Mandati                       | Elezioni                                                                             |
| ------- | ------- | ----------------------- | ------------------------------------ | ----------------- | ----------------- | ---------------------------------------------------------------------------------- | ----------------------------- | ------------------------------------------------------------------------------------ |
| 1       |         | James Gunn              | Anti-Amministrazione poi Federalista | 4 marzo 1789      | 3 marzo 1801      | 1 · 2 · 3 · 4 · 5 · 6                                                              | 2                             | 1789 · 1794                                                                          |
| 2       |         | James Jackson           | Democratico-Repubblicano             | 4 marzo 1801      | 19 marzo 1806     | 7 · 8 · 9                                                                          | 1⁄2                           | 1800 Deceduto                                                                        |
| Vacante | Vacante | Vacante                 | Vacante                              | 19 marzo 1806     | 19 giugno 1806    | 9                                                                                  |                               |                                                                                      |
| 3       |         | John Milledge           | Democratico-Repubblicano             | 19 giugno 1806    | 14 novembre 1809  | 9 · 10 · 11                                                                        | 1⁄2                           | Eletto per terminare il mandato · 1806 Dimesso                                       |
| Vacante | Vacante | Vacante                 | Vacante                              | 14 novembre 1809  | 27 novembre 1809  | 11                                                                                 |                               |                                                                                      |
| 4       |         | Charles Tait            | Democratico-Repubblicano             | 27 novembre 1809  | 3 marzo 1819      | 11 · 12 · 13 · 14 · 15                                                             | 1 1⁄2                         | Eletto per terminare il mandato · 1813                                               |
| 5       |         | John Elliott            | Democratico-Repubblicano             | 4 marzo 1819      | 3 marzo 1825      | 16 · 17 · 18                                                                       | 1                             | 1819                                                                                 |
| 6       |         | John MacPherson Berrien | Jacksoniano                          | 4 marzo 1825      | 9 marzo 1829      | 19 · 20 · 21                                                                       | 1⁄2                           | 1825 Dimessosi per diventare Procuratore generale                                    |
| Vacante | Vacante | Vacante                 | Vacante                              | 9 marzo 1829      | 9 novembre 1829   | 21                                                                                 |                               |                                                                                      |
| 7       |         | John Forsyth            | Jacksoniano                          | 9 novembre 1829   | 27 giugno 1834    | 22 · 23                                                                            | 1⁄2                           | Eletto per terminare il mandato · 1830 Dimessosi per diventare Segretario di Stato   |
| Vacante | Vacante | Vacante                 | Vacante                              | 27 giugno 1834    | 12 gennaio 1834   | 23                                                                                 |                               |                                                                                      |
| 8       |         | Alfred Cuthbert         | Jacksoniano poi Democratico          | 12 gennaio 1834   | 3 marzo 1843      | 23 · 24 · 25 · 26 · 27                                                             | 1 1⁄2                         | Eletto per terminare il mandato · 1837 Non ricandidatosi                             |
| 9       |         | Walter T. Colquitt      | Democratico                          | 4 marzo 1843      | 4 febbraio 1848   | 28 · 29 · 30                                                                       | 1⁄2                           | 1843 Dimessosi                                                                       |
| 10      |         | Herschel V. Johnson     | Democratico                          | 4 febbraio 1848   | 3 marzo 1849      | 30                                                                                 | 1⁄2                           | Nominato per terminare il mandato Non ricandidatosi                                  |
| 11      |         | William Crosby Dawson   | Whig                                 | 4 marzo 1849      | 3 marzo 1855      | 31 · 32 · 33                                                                       | 1                             | 1847                                                                                 |
| 12      |         | Alfred Iverson Sr.      | Democratico                          | 4 marzo 1855      | 28 gennaio 1861   | 34 · 35 · 36                                                                       | 1⁄2                           | 1854 Espluso per aver sostenuto la Confederazione                                    |
| Vacante | Vacante | Vacante                 | Vacante                              | 11 luglio 1861    | 26 gennaio 1870   | 37 · 38 · 39 · 40 · 41                                                             | Guerra civile e Ricostruzione | Guerra civile e Ricostruzione                                                        |
| 13      |         | Joshua Hill             | Repubblicano                         | 1 febbraio 1871   | 3 marzo 1873      | 41 · 42                                                                            | 1⁄2                           | 1867                                                                                 |
| 14      |         | John Brown Gordon       | Democratico                          | 4 marzo 1873      | 26 maggio 1880    | 43 · 44 · 45 · 46                                                                  | 1 1⁄2                         | 1873 · 1879 Dimessosi                                                                |
| 15      |         | Joseph E. Brown         | Democratico                          | 26 maggio 1880    | 3 marzo 1891      | 46 · 47 · 48 · 49 · 50 · 51                                                        | 1 1⁄2                         | Eletto per terminare il mandato · 1885                                               |
| 16      |         | John Brown Gordon       | Democratico                          | 4 marzo 1891      | 3 marzo 1897      | 52 · 53 · 54                                                                       | 1                             | 1890 Non ricandidatosi                                                               |
| 17      |         | Alexander S. Clay       | Democratico                          | 4 marzo 1897      | 13 novembre 1910  | 55 · 56 · 57 · 58 · 59 · 60 · 61                                                   | 2 1⁄2                         | 1896 · 1902 · 1909 Deceduto                                                          |
| Vacante | Vacante | Vacante                 | Vacante                              | 13 novembre 1910  | 17 novembre 1910  | 61                                                                                 |                               |                                                                                      |
| 18      |         | Joseph M. Terrell       | Democratico                          | 17 novembre 1910  | 14 luglio 1911    | 61 · 62                                                                            | 1⁄2                           | Nominato per continuare il mandato Perse le elezioni speciali                        |
| 19      |         | M. Hoke Smith           | Democratico                          | 14 luglio 1911    | 3 marzo 1921      | 62 · 63 · 64 · 65 · 66                                                             | 1 1⁄2                         | Eletto per terminare il mandato · 1914 Non ottenne la ricandidatura                  |
| 20      |         | Thomas Edward Watson    | Democratico                          | 4 marzo 1921      | 26 settembre 1922 | 67                                                                                 | 1⁄2                           | 1920 Deceduto                                                                        |
| Vacante | Vacante | Vacante                 | Vacante                              | 26 settembre 1922 | 21 novembre 1922  | 67                                                                                 |                               |                                                                                      |
| 21      |         | Rebecca Latimer Felton  | Democratico                          | 21 novembre 1922  | 22 novembre 1922  | 67                                                                                 | 1⁄2                           | Nominata per continuare il mandato Non ricandidatasi                                 |
| 22      |         | Walter F. George        | Democratico                          | 22 novembre 1922  | 3 gennaio 1957    | 68 · 69 · 70 · 71 · 72 · 73 · 74 · 75 · 76 · 77 · 78 · 79 · 80 · 81 · 82 · 83 · 84 | 5 1⁄2                         | Eletto per terminare il mandato · 1926 · 1932 · 1938 · 1944 · 1950 Non ricandidatosi |
| 23      |         | Herman Talmadge         | Democratico                          | 3 gennaio 1957    | 3 gennaio 1981    | 85 · 86 · 87 · 88 · 89 · 90 · 91 · 92 · 93 · 94 · 95 · 96                          | 4                             | 1956 · 1962 · 1968 · 1974 Perse la rielezione                                        |
| 24      |         | Mack Mattingly          | Repubblicano                         | 3 gennaio 1981    | 3 gennaio 1987    | 97 · 98 · 99                                                                       | 1                             | 1980 Perse la rielezione                                                             |
| 25      |         | Wyche Fowler            | Democratico                          | 3 gennaio 1987    | 3 gennaio 1993    | 100 · 101 · 102                                                                    | 1                             | 1986 Perse la rielezione                                                             |
| 26      |         | Paul Coverdell          | Repubblicano                         | 3 gennaio 1993    | 18 luglio 2000    | 103 · 104 · 105 · 106                                                              | 1 1⁄2                         | 1992 · 1998 Deceduto                                                                 |
| Vacante | Vacante | Vacante                 | Vacante                              | 18 luglio 2000    | 27 luglio 2000    | 106                                                                                |                               |                                                                                      |
| 27      |         | Zell Miller             | Democratico                          | 27 luglio 2000    | 3 gennaio 2005    | 106 · 107 · 108                                                                    | 1⁄2                           | Eletto per terminare il mandato Non ricandidatosi                                    |
| 28      |         | Johnny Isakson          | Repubblicano                         | 3 gennaio 2005    | 31 dicembre 2019  | 109 · 110 · 111 · 112 · 113 · 114 · 115 · 116                                      | 2 1⁄2                         | 2004 · 2010 · 2016 Dimessosi per problemi di salute                                  |
| Vacante | Vacante | Vacante                 | Vacante                              | 31 dicembre 2019  | 6 gennaio 2020    | 116                                                                                |                               |                                                                                      |
| 29      |         | Kelly Loeffler          | Repubblicano                         | 6 gennaio 2020    | 20 gennaio 2021   | 116 · 117                                                                          | 1⁄2                           | Nominata per terminare il mandato Perse la rielezione                                |
| 30      |         | Raphael Warnock         | Democratico                          | 20 gennaio 2021   | in carica         | 117 · 118 · 119                                                                    | 1                             | Eletto per terminare il mandato · 2022                                               |